# Cochliomyces
Cochliomyces — рід грибів родини Euceratomycetaceae. Назва вперше опублікована 1912 року.

## Класифікація
До роду Cochliomyces відносять 2 види:
- Cochliomyces argentinensis
- Cochliomyces trinitatis